# Felsenthal (Naturschutzgebiet)
Das Naturschutzgebiet Felsenthal liegt auf dem Gebiet der Kreisstadt Gummersbach und der Gemeinden Engelskirchen und Lindlar im Oberbergischen Kreis in Nordrhein-Westfalen.
Das etwa 90 ha große Gebiet, das im Jahr 1993 unter Naturschutz gestellt wurde, erstreckt sich nordöstlich des Kernortes Lindlar entlang der Landesstraße L 302 und entlang der Leppe. Nördlich des Gebietes verläuft die L 97. Westlich grenzt direkt die K 19 an.

## Beschreibung
Es handelt sich um ein ehemaliges Grauwacke-Steinbruchgelände und einen Eichen-Buchenwald. Das Gebiet wird durch die L 302 zerteilt. Aus Sukzession hervorgegangene Vorwälder nehmen den Großteil des Schutzgebietes ein. Im heutigen Naturschutzgebiet gibt es viele verschiedene Steinbrüche und auch kleineren Gruben mit nur drei bis vier Meter Durchmesser. Daher gibt es auch zahlreiche kleine und größere Halden. Auf den flachgründigen Halden stehen Ginster, Birken oder auch Birken-Eichenwälder. Ein großer Steinbruch mit mehreren Abbauplateaus liegt im östlichen Bereich. Die Abbauplateaus weisen Grünland mit Übergängen zu Magerrasen auf. In vernässten Bereichen finden sich Seggenriede, kleine Röhrichte, Tümpel und Weidengebüsche. Zum überwiegenden Teil der Abbausohlen weist Vorgehölze auf. Offenland Bereiche sind insgesamt nur noch sehr kleinflächig vorhanden. Auch nur wenige Kleinbereiche mit Magerrasen und Trockenrasen sind noch vorhanden. An den Westhängen stocken in den Steinbrüchen im Zuge der Sukzession überwiegend Vorwälder mit Salweiden-Birkengebüsche als Vorwaldstadium oder Birken-Eichenwälder. An den mittleren Hangbereichen im Westbereich liegt ein Buchen-Eichenwald der aus ehemaliger Niederwaldnutzung hervorgegangen ist.
Der Bach Leppe ist im Schutzgebiet begradigt. Der Bach selbst ist etwa 4 m breit und etwa 0,2 m tief. Die Bachsohle ist steinig und die Ufer überwiegend steil. Am Bach gibt es kaum natürliche Vegetation und ist stark ruderalisiert. Ufergehölze stehen am Bach. Ungefähr in Mitte des Gebietes liegt ein Wasserrückhaltebecken. In diesem Bereich hat sich eine Hochstaudenflur entwickelt und hier stocken Gehölze und Kräuter der Bach-Erlen-Eschenwälder.
In allen Brüchen soll es Fossilien geben.

## Tierarten im Schutzgebiet
Das Fachinformationssystem vom Landesamt für Natur, Umwelt und Verbraucherschutz Nordrhein-Westfalen führt im Gebiet die Dunkers Quellschnecke, Blindschleiche, Bergmolch, Fadenmolch, Teichmolch, Feuersalamander, Grasfrosch, Erdkröte und Geburtshelferkröte auf. Zudem kam eine eindrucksvolle Anzahl von Schmetterlingsarten vor. Die Nachweise der Schmetterlingsarten wurden von Kinkler und Schmitz in den Jahren 1968 bis 1970 erbracht. Wegen der Sukzession haben seitdem die Offenlandbereiche mit Halbtrockenrasen und krautige Pflanzengesellschaften stark abgenommen. Dadurch hat vermutlich auch der Artenreichtum der Schmetterlinge abgenommen. Früher kamen die Schmetterlingsarten Zweifarbige Grasbüscheleule, Apamea unanimis, Mittleres Jungfernkind, Großes Jungfernkind, Jota-Silbereule, Birken-Eulenspinner, Blauer Eichen-Zipfelfalter, Bräunlichgelbe Grasbüscheleule, Buchen-Zahnspinner, C-Falter, Braunbinden-Blattspanner, Gelbfleck-Frühlings-Bodeneule, Trockenrasen-Steinspanner, Gelbköpfiger Springkraut-Blattspanner, Erlen-Rindeneule, Erlengebüsch-Spanner, Espen-Saumbandspanner, Fuchs-Kreuzkraut-Blütenspanner, Gelbbrauner Zahnspinner, Gelbe Pappelhain-Blatteule, Graue Felsflur-Staubeule, Großer Rindenspanner, Grünlicher Gebüsch-Lappenspanner, Heckenkirschenspanner, Heidelbeer-Schnabeleule, Herbst-Kreuzflügel, Idaea sylvestris, Kleine Heidekrauteule, Kleine Sumpfgraseule, Kleiner Kahnspinner, Labkraut-Haarbüschelspanner, Mniotype adusta, Moosgrüner Eulenspinner, Mythimna scirpi, Mönch-Zahnspinner, Netzspanner, Pennithera firmata, Pergamentspinner, Birken-Blättereule, Rutilus rutilus, Schachbrettfalter, Schwarzes L, Schwarzgefleckte Herbsteule, Braunwurz-Mönch, Südlicher Zahnspinner, Wachtelweizen-Blütenspanner, Wasserdost-Goldeule und Weißer Zahnspinner vor.